# 고덕초등학교 (경기)
고덕초등학교는 대한민국 경기도 평택시 고덕동에 있는 공립 초등학교이다.

## 학교 연혁
- 1931년 11월 1일 고덕공립보통학교 개교(설립인가 7월 16일)
- 1938년 4월 1일 고덕공립심상소학교로 개칭[1]
- 1941년 4월 1일 고덕공립국민학교로 개칭[2]
- 1948년 5월 1일 효덕분교장 설치
- 1949년 4월 1일 종덕분교장 설치
- 1981년 3월 1일 병설유치원 개원
- 1996년 3월 1일 고덕초등학교로 개칭[3]
- 1999년 12월 24일 환경개선특별사업 준공
- 2003년 10월 17일 다목적 체육관 준공
- 2011년 5월 1일 급식실 개설
- 2015년 2월 13일 제81회 10명 졸업(총5,267명)
- 2015년 3월 1일 3학급편성, 유치원 1학급
- 2016년 4월 1일 고덕국제신도시 개발로 인한 임시 휴교[4][5]
- 2022년 3월 2일 고덕국제신도시에 위치한 신 교사에서 재개교
- 2023.03.01 41학급 편성 (특수학급 2)
- 2024.03.01 54학급 편성 (특수학급 2)
- 2025.03.01 59학급 편성 (특수학급 2)

## 참고 자료
- 고덕초등학교 - 한국교육학술정보원 학교알리미